# Hichem Fourati
Ne doit pas être confondu avec Hichem Mechichi.
Hichem Fourati (arabe : هشام الفراتي), né le 9 juin 1967 à Tunis, est un homme politique, haut fonctionnaire et diplomate tunisien qui occupe le poste de ministre de l'Intérieur de 2018 à 2020 puis d'ambassadeur de Tunisie auprès de l'Arabie saoudite depuis septembre 2020.

## Biographie

### Carrière professionnelle
Énarque et juriste de formation, Hichem Fourati est titulaire d'une licence en droit privé de la faculté de droit et des sciences politiques de l'université de Tunis - El Manar, avant de rejoindre en 1996 le ministère de l’Intérieur en tant que conseiller des services publics.
En 2008, il est nommé secrétaire général du gouvernorat de Zaghouan puis gouverneur de Monastir en 2011.
À partir de 2015, il occupe le poste de chef de cabinet au sein du même ministère, faisant de lui une personnalité bien connue des sécuritaires. 
Le 12 septembre 2020, il est nommé ambassadeur en Arabie saoudite.

### Ministre de l'Intérieur
Le 24 juillet 2018, il est nommé ministre de l'Intérieur. Le 28 juillet, les députés de l’Assemblée des représentants du peuple votent la confiance avec 148 voix pour, treize contre et huit abstentions et Fourati prête serment le 30 juillet.

### Vie privée
Hichem Fourati est marié et père de deux enfants.